# Nación y Destino
Nación y Destino (en chosŏn'gŭl, 민족과 운명; romanización revisada, Minjokgwa ummyeong) es una serie de películas norcoreanas de 62 partes grabadas entre 1992 y 2002. Según la Televisión Central de Corea es "Una película que describe el destino de la nación y de cada individuo, y declara la verdad de que el pueblo puede vivir una vida gloriosa solo en el seno del Gran Líder y la patria socialista". También catalogado por la KCNA como "cúspide de la literatura, el arte y la obra maestra de orientación del Juche". Las películas se originaron por la canción "Mi País es el Mejor" (내 나라 제일로 좋아) por orden de Kim Jong-il.
Originalmente fueron planeadas 100 partes, pero solo se hicieron 62.
Estas películas fueron dirigidas por el director norcoreano Ko Hak Rim con el Presidente de la Comisión Nacional de Defensa Kim Jong-il.

## Sinopsis
- Las partes 1 a 4 se basaron en la vida de Choe Deok-sin.[6][7]
- Las partes 5-8 se basaron en la vida de Isang Yun.[8]
- Las partes 9 a 13 se basaron en la vida de Choi Hong Hi.[9]
- Las partes 14 a 16 se basaron en la vida de Ri In-mo.
- Las partes 17-19 se basaron en la vida de Ho Jong-sun.
- Las partes 20-25 se basaron en la vida de mujeres japonesas naturalizadas.
- Las partes 26 a 36 se basaron en la vida de los trabajadores.
- Las partes 46 a 52 se basaron en la vida de Choe Hyon.[10]
- Las partes 53 a 60 se basaron en la vida de personas pasadas, presentes y futuras a través de generaciones.
- Las partes 61 a 62 se basaron en la vida de los campesinos.[11]

## Música
El uso de canciones populares de Corea del Sur fue parte de una "estrategia de mosquiteros", mediante la cual se esperaba que el público norcoreano quedara inmunizado a la cultura del mundo exterior mediante una exposición gradual.
Parte de la música utilizada a lo largo de la serie es (pero no se limita a),
- Nakhwa Yusu / Falling Blossom (낙화유수) - Episodios 1 y 10
- Rock Me - ABBA - Episodio 5
- Marcha del Coronel Bogey - Episodios 5 y 9
- Hongdoya Uji Mala / Hongdo no llores (홍도야 우지 마라) - Episodio 12
- Sen'yū - Episodio 13
- Geuttae Geusalam / Lo que recuerdo (그때 그사람) - Episodio 13